# Eva Koťátková
Eva Koťátková (* 1. září 1982 v Praze) je česká výtvarnice.

## Život
Narodila se v rodině filosofa a spisovatele Petra Koťátka. V letech 2002–2007 vystudovala Akademii výtvarných umění v Praze. Absolvovala stáže v Salcburku (2005 International Summer Academy of Fine Arts, Salzburg), San Franciscu (2005–2006, San Francisco Art Institute, New Genres Department) a ve Vídni (2007, Akademie der Bildenden Kunste, Vídeň). V roce 2007 se stala laureátkou Ceny Jindřicha Chalupeckého. V letech 2009–2015 pak absolvovala doktorandské studium na Vysoké škole uměleckoprůmyslové v Praze. Disertační práci věnovala tématu přenášení tvorby outsiderů do světa umění.
Od roku 2019 se umisťuje na první místě žebříčku nejvýraznějších českých výtvarných umělců  J&T Banka Art Index. V roce 2024 byl její výstavní projekt Srdce žirafy v zajetí je o dvanáct kilo lehčí vybrán coby české zastoupení na 60. bienále umění v Benátkách.
Žije a pracuje v Praze.

## Výstavy

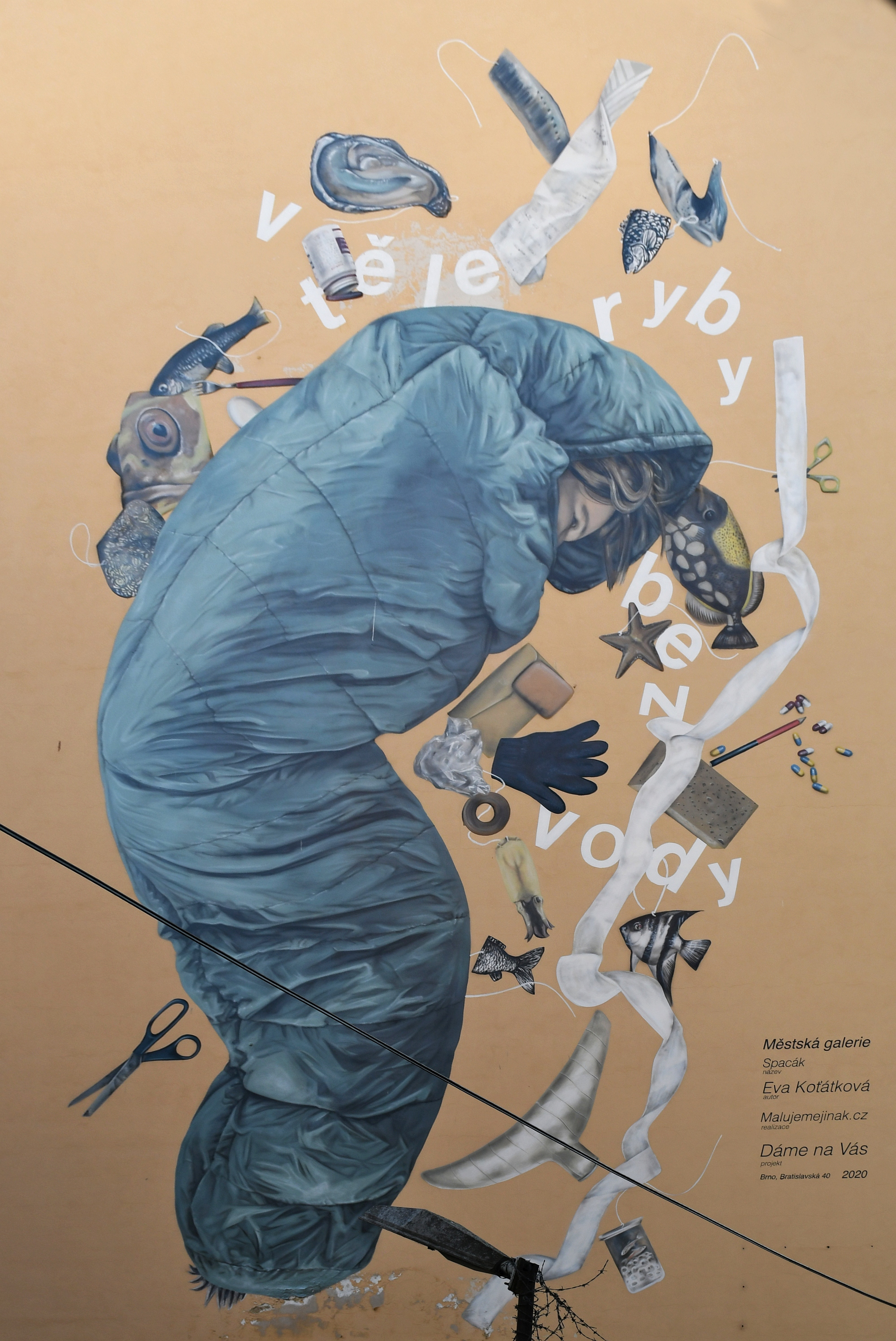
Mural Spacák z roku 2020, Bratislavská ulice, Brno

### Samostatné výstavy (výběr)
- 2004 Sněz mě / Eat Me, Galerie Na bidýlku, Brno[7]
- 2004 Jelenovi pivo neleJ (spolu se Silvinou Arismendi), Galerie Jelení, Centrum pro současné umění Praha, 29. 9. – 20. 10. 2004, kurátor: Raquel Pedro[8]
- 2011 A Terrible Beauty is Born, kurátor: Victoria Noorthoorn, 11th Biennale de Lyon, Francie
- 2012 All Our Relations, kurátoři: Catherine de Zegher a Gerald McMaster, 18th Biennale of Sydney, Sydney, Austrálie
- 2013 The Encyclopedic Palace, kurátor: Massimiliano Gioni, 55. Biennale di Venezia, Benátky, Itálie[9]
- 2014 Dorothea von Stetten Kunstpreis 2014, Kunstmuseum Bonn, Německo
- 2015 Dvouhlavý životopisec a muzeum představ, Prádelna Bohnice, Psychiatrická nemocnice Bohnice, Praha[10]
- 2018 The Dream Machine is Asleep, Pirelli HangarBicocca, Milán, 15. únor – 22. červenec 2018, kurátorka: Roberta Tenconi[11][12]
- 2022 Moje tělo není ostrov, Národní galerie Praha, Veletržní palác, 7. prosinec 2022—4. červen 2023[13]

## Ocenění
- 2007 Cena Jindřicha Chalupeckého[2]
- 2007 Cena Josefa Hlávky
- 2014 Dorothea von Stetten Kunstpreis[14]